# ẟ

Δẟ

Δ, ẟ은 확장 로마자의 하나로, 그리스 문자 δ와 모양이 유사하나 이 그리스 문자가 아닌 로마자 d에서 유래되었다.
유니코드는 "LATIN SMALL LETTER SCRIPT D"라는 이름으로 U+1E9F에 이 문자를 넣었다. 이는 "LATIN SMALL LETTER DELTA"로 이름이 바뀌었으며, 2008년 4월 4일 유니코드 5.1에 추가되었다.